# 藍仕橋大學
藍仕橋大學，是一家私立的營利遙距教育大学，位于加拿大新不伦瑞克省弗雷德里克頓。校园地址是412 Queen Street Fredericton。
在过去的几年里，通过远程入读该校课程的65%的学生来自于美国，其中大多数是退休者和军人(包括退伍的军人)。